# Antonio Suetta

Bischofswappen von Antonio Suetta

Antonio Suetta (* 25. November 1962 in Loano, Provinz Savona, Italien) ist Bischof von Ventimiglia-Sanremo.

## Leben
Antonio Suetta empfing am 4. Oktober 1986 das Sakrament der Priesterweihe für das Bistum Albenga-Imperia.
Am 25. Januar 2014 ernannte ihn Papst Franziskus zum Bischof von Ventimiglia-San Remo. Der Erzbischof von Genua, Angelo Kardinal Bagnasco, spendete ihm am 1. März desselben Jahres die Bischofsweihe; Mitkonsekratoren waren der Bischof von Albenga-Imperia, Mario Oliveri, und der Bischof von Savona-Noli, Vittorio Lupi. Die Amtseinführung fand am 9. März 2014 statt.